# Namik Dokle
Namik Dokle, född den 11 mars 1946 i Durrës i Albanien, är en albansk politiker.
Han studerade agrarekonomi 1965-1970 och journalistik 1968-1970. Han var 1983-1989 chefredaktör för Puna och för en kort tid 1991 chefredaktör för Zëri i Popullit. Han är sedan 1991 ledamot i Albaniens parlament. Han var 1992-1996 vice partiledare för Socialistiska partiet då Fatos Nano satt fängslad. Han var 1999-2000 generalsekreterare för Socialistiska partiet. 1997 var han vice talman och 2001 förste talman för Albaniens parlament, vars post han avsade sig 2002. Han var Albaniens vice statsminister 2003-2005.

### Fotnoter
1. ↑  pace.coe.int, PACE medlems-ID: 3577, läst: 20 april 2022.[källa från Wikidata]
2. 1 2 3 4 5 6  Members A-Z since 1949, Europarådets parlamentariska församling, läs online.[källa från Wikidata]